# Pankrác (stație de metrou din Praga)
Pankrác fosta Mládeznická este o stație de metrou de pe Linia cea mai veche de metrou C. A fost deschisă pe 9 mai 1974. Pe viitor va fi corespondență cu două linii Linia D și Linia E